# Альтавілла-Сілентіна
Альтавілла-Сілентіна (італ. Altavilla Silentina) — муніципалітет в Італії, у регіоні Кампанія,  провінція Салерно.
Альтавілла-Сілентіна розташована на відстані близько 270 км на південний схід від Рима, 85 км на південний схід від Неаполя, 36 км на південний схід від Салерно.
Населення — 7064 особи (2014).
Щорічний фестиваль відбувається 1 вересня. Покровитель — Sant'Egidio.

## Демографія
Населення за роками:

Станом на 1 січня 2023 року в муніципалітеті офіційно проживало 458 іноземців з 29 країн, серед них 144 громадяни країн Євросоюзу та 28 громадян України.

## Клімат
| CAPACCIO         | Місяці | Місяці | Місяці | Місяці | Місяці | Місяці | Місяці | Місяці | Місяці | Місяці | Місяці | Місяці | Пора | Пора | Пора | Пора | Рік  |
| CAPACCIO         | Січ    | Лют    | Бер    | Кві    | Тра    | Чер    | Лип    | Сер    | Вер    | Жов    | Лис    | Гру    | Зим  | Вес  | Літ  | Осі  | Рік  |
| ---------------- | ------ | ------ | ------ | ------ | ------ | ------ | ------ | ------ | ------ | ------ | ------ | ------ | ---- | ---- | ---- | ---- | ---- |
| Темп. макс. (°C) | 9.9    | 9.9    | 12.6   | 16.0   | 19.8   | 24.3   | 28.7   | 29.2   | 25.4   | 20.9   | 15.8   | 12.0   | 10.6 | 16.1 | 27.4 | 20.7 | 18.7 |
| Темп. мін. (°C)  | 3.7    | 4.0    | 5.7    | 8.6    | 11.7   | 15.6   | 19.1   | 19.6   | 16.5   | 13.0   | 9.1    | 5.9    | 4.5  | 8.7  | 18.1 | 12.9 | 11   |

## Сусідні муніципалітети
- Альбанелла
- Кастельчивіта
- Контроне
- Постільйоне
- Серре